# エイラート空港
エイラート空港（英語: Eilat Airport、ヘブライ語: שְׂדֵה הַתְּעוּפָה אֵילַת‎） は、イスラエル南部地区、アカバ湾に面するエイラート市内に位置する空港である。アルキア・イスラエル航空の創設者であるヤコブ・ホズマンの名を冠し"J.ホズマン空港"とも呼ばれる。2019年に閉鎖した。

## 概要
エイラート空港はエイラート市街地の内部、公道90号線の近くに位置し、就航路線の多くはベン・グリオン国際空港、スデ・ドブ空港、ハイファ空港への国内路線である。古くは国際線も就航していたが、滑走路が短く大型機の運用が難しいことから、ほとんどの国際線はエイラート市の北約60kmのネゲヴ砂漠内に位置するオブダ国際空港を使用した。2019年、ラモン空港の開業に伴いエイラート空港は閉鎖された。

## 歴史
エイラート空港は1948年の第一次中東戦争（イスラエル独立戦争）の後、1949年にイスラエル空軍によって建設された。開港直後はハイファのハイファ空港やテルアビブのスデ・ドブ空港との行き来に使用され、ロッド空港（現在のベン・グリオン国際空港）がテルアビブ近郊に開港するとそちらへの定期路線も就航した。
1950年12月には、それまでイスラエル国内航空として活動していたアルキア・イスラエル航空が、エイラート空港を運用する最大の民間国内路線会社として設立された。1964年には滑走路が1,500mに延長され、旅客用のターミナルビルが建設された。滑走路は更に、1969年に現在と同じ1,900mに延長された。
1975年にはスターリング航空による初の国際定期路線が就航した。この後いくつかの国際線が就航したが、エイラート空港の滑走路では大型機を運用できず、これらの国際線はオブダ空港を使用するようになっていった。
1994年にイスラエル・ヨルダン平和条約が結ばれると、これに基づき1997年からエイラート空港とヨルダンのアカバ空港間での航空機乗り継ぎができるようになった。
2005年8月には、ヨルダン領内から発射されたロケット弾がエイラート空港付近に着弾した。2013年8月には、イスラエル国防軍はエイラート空港での離着陸を中止する事を勧告した。

## 移転計画

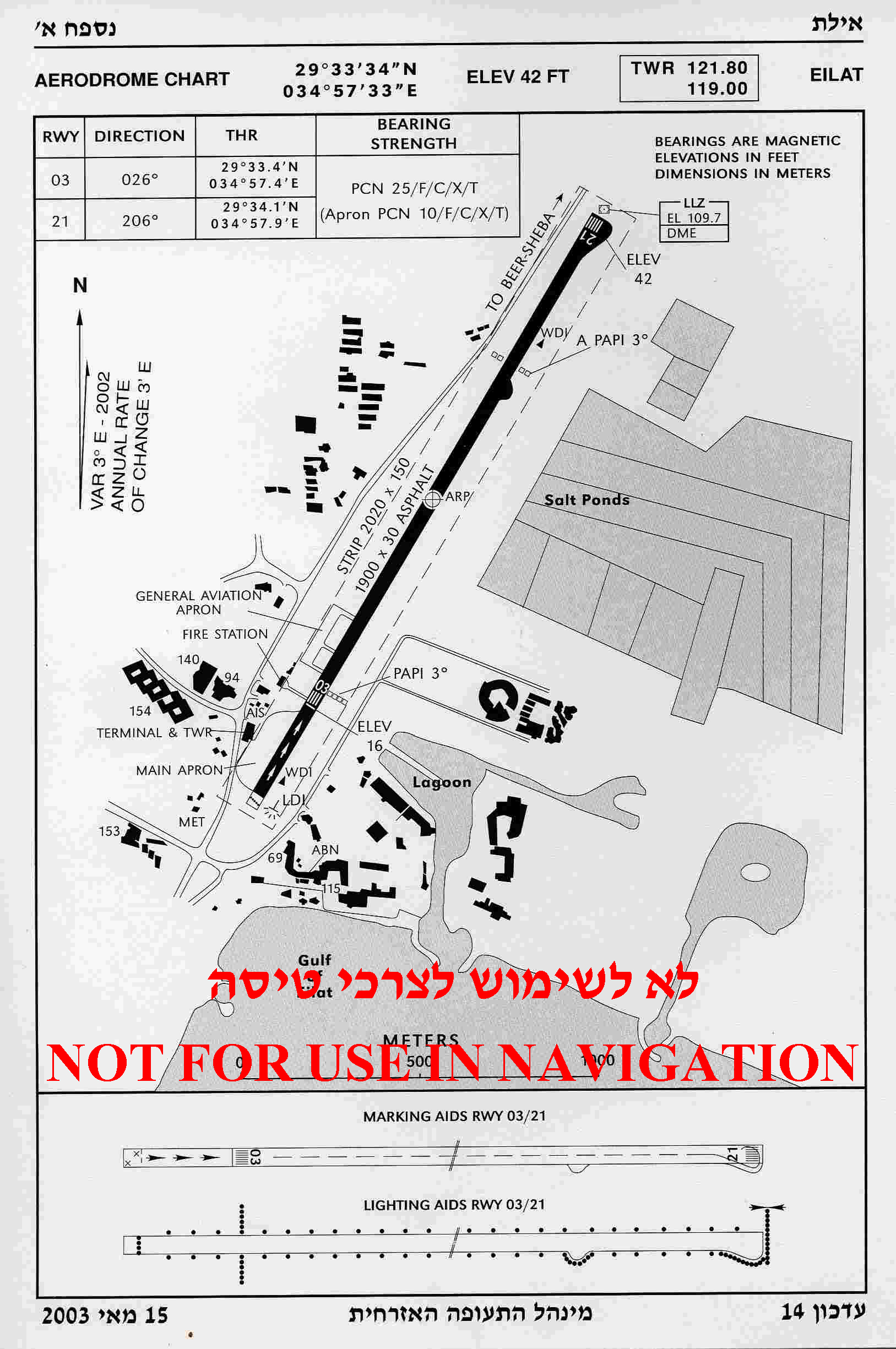
エイラート空港の案内図

1990年代から、エイラート空港を北部に移転させる計画が考えられていた。これにはいくつかの理由があり、市街地にある空港は事故が発生した際に危険であること、エイラート空港がエイラート市街の中心にあり市街地を分断していること、などである。最初の案はエイラート市街地から約20km北に移転させる計画であった。2011年7月24日、イスラエル政府はエイラートの北約18kmの地点に新たな国際空港であるラモン空港の建設計画を承認した。ラモン国際空港の名称は、2003年のスペースシャトル・コロンビア号の空中分解事故で亡くなった宇宙飛行士のイラン・ラモンと、その息子で2009年のF-16の墜落事故で亡くなったアサフ・ラモンに因むものである。

## 就航路線
| 航空会社                 | 就航地                               |
| ------------------------ | ------------------------------------ |
| アルキア・イスラエル航空 | ベン・グリオン, スデ・ドブ, ハイファ |
| イズレール航空           | ベン・グリオン, スデ・ドブ, ハイファ |

## 画像

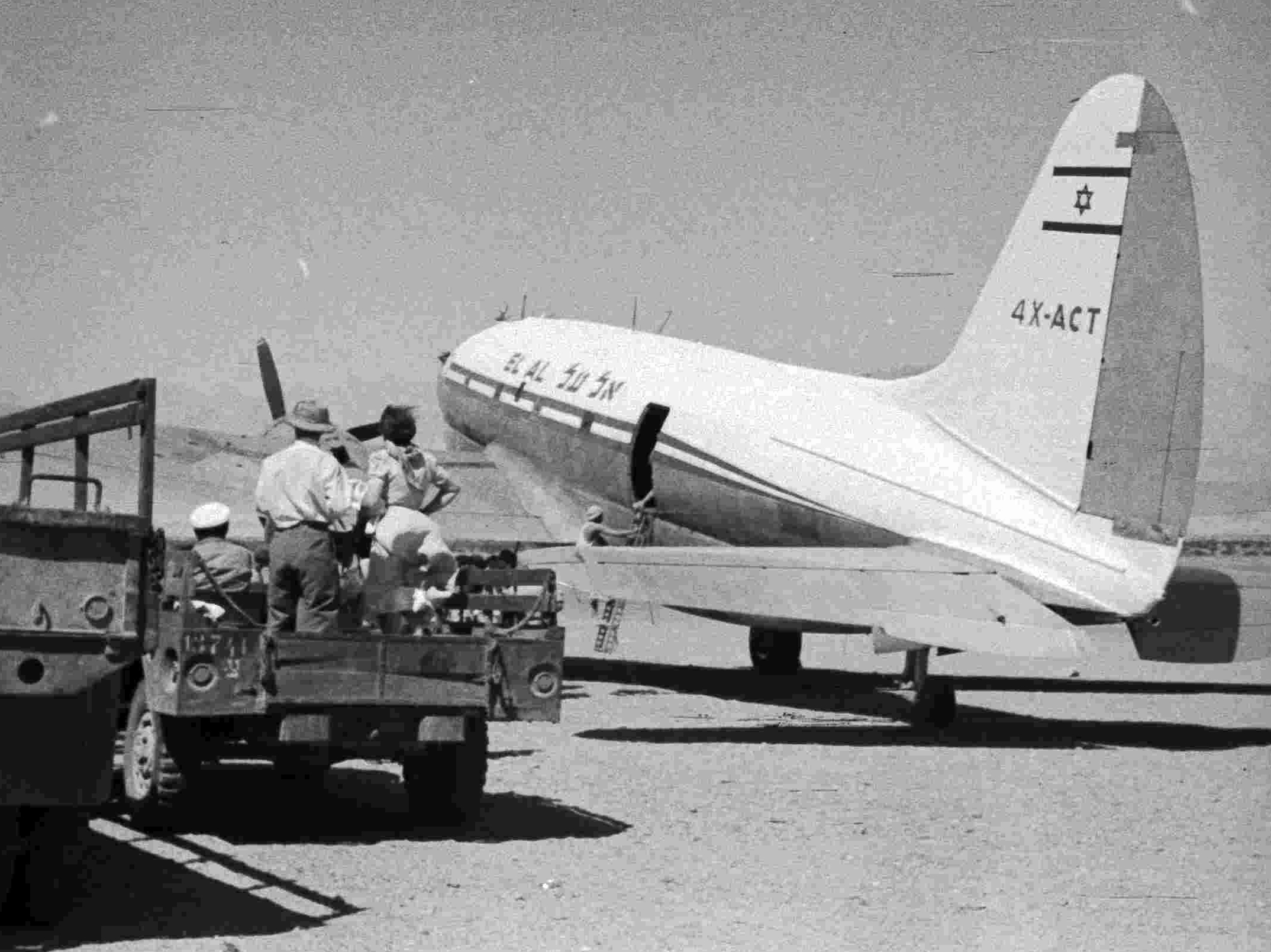
エイラート空港に駐機するエル・アル航空のカーチス C-46、1952年。
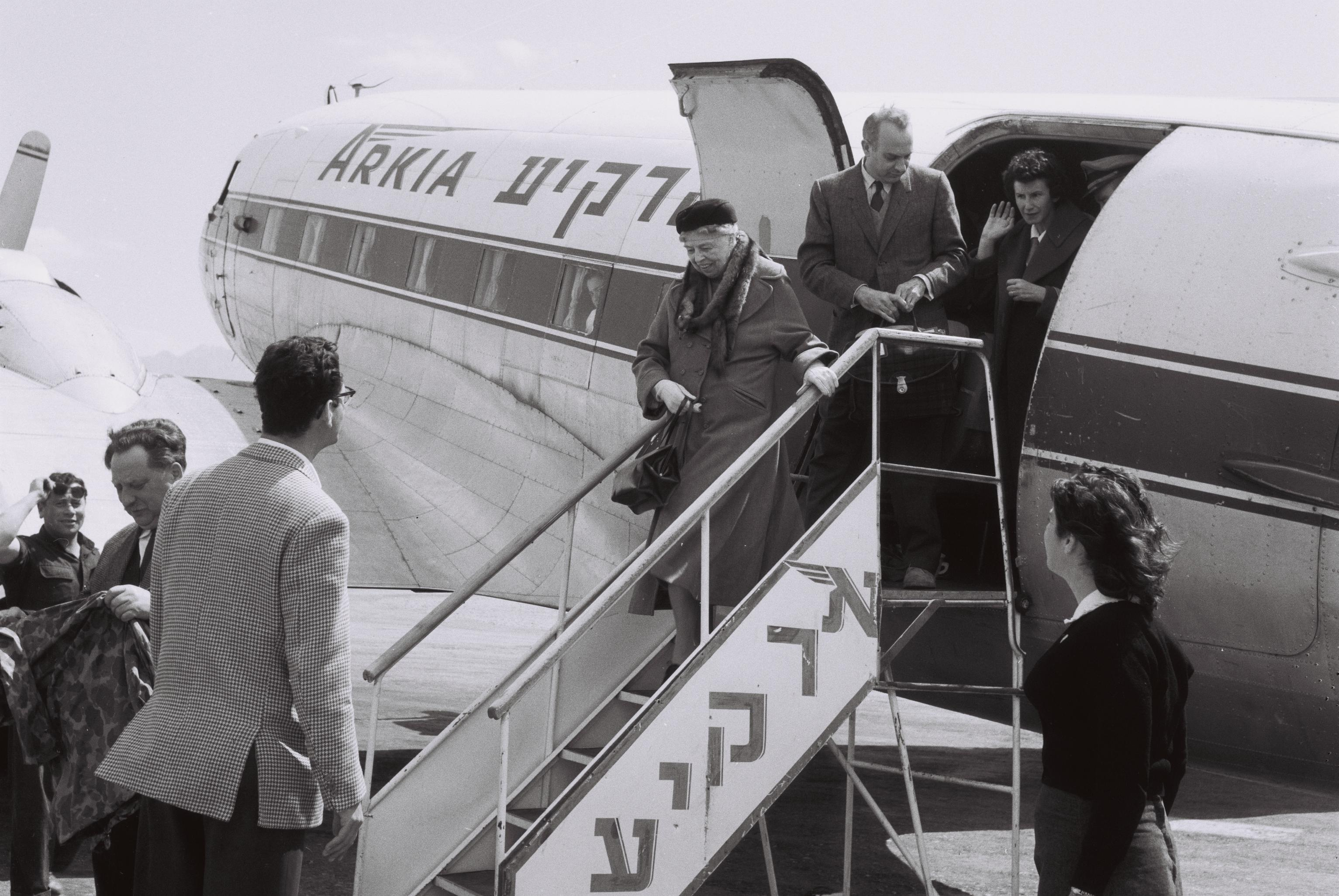
アルキア・イスラエル航空のダグラス DC-3でエイラート空港に到着したエレノア・ルーズベルト大統領夫人、1959年。
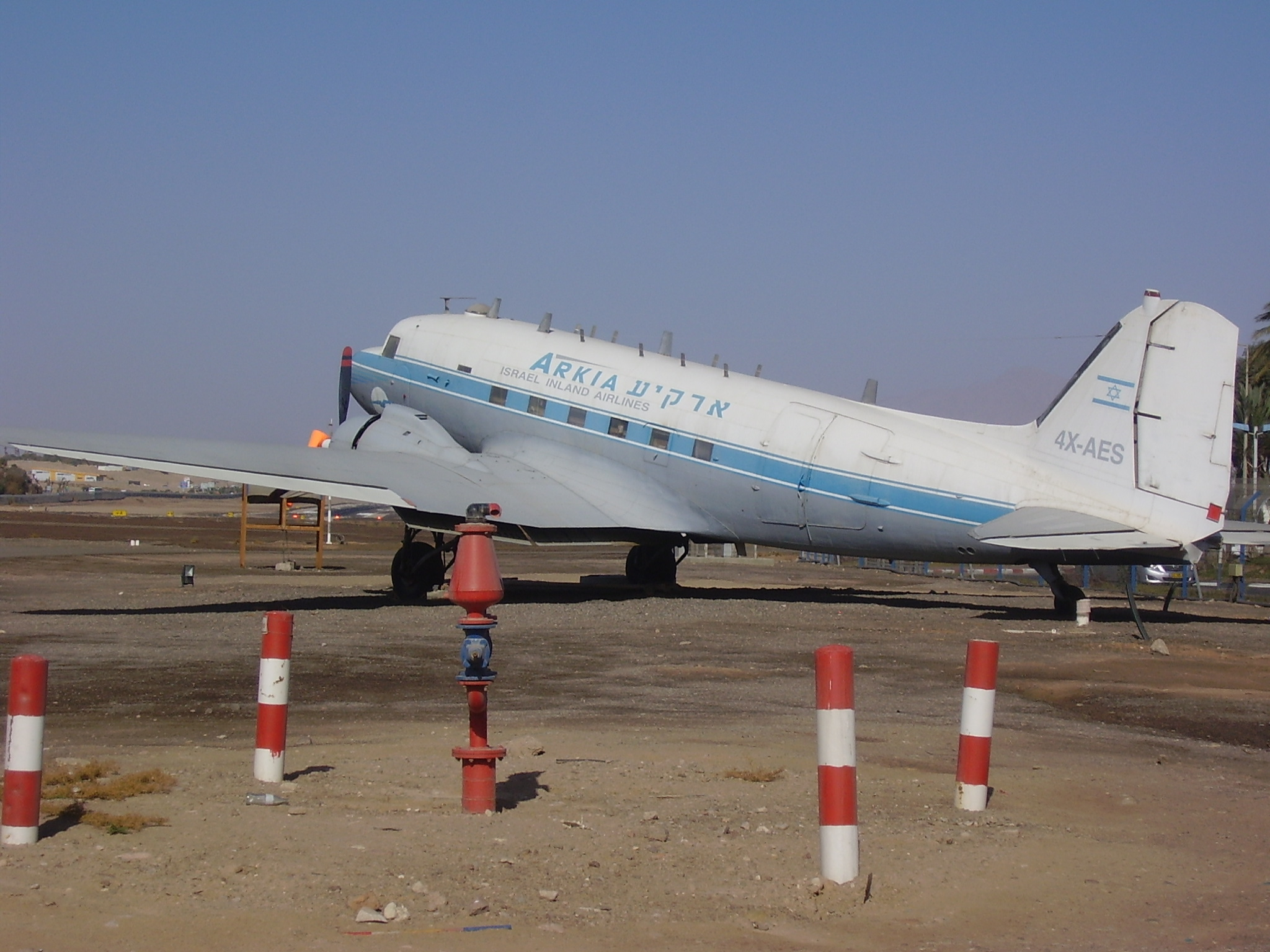
エイラート空港に保存されているアルキア・イスラエル航空のダグラス DC-3、2012年。
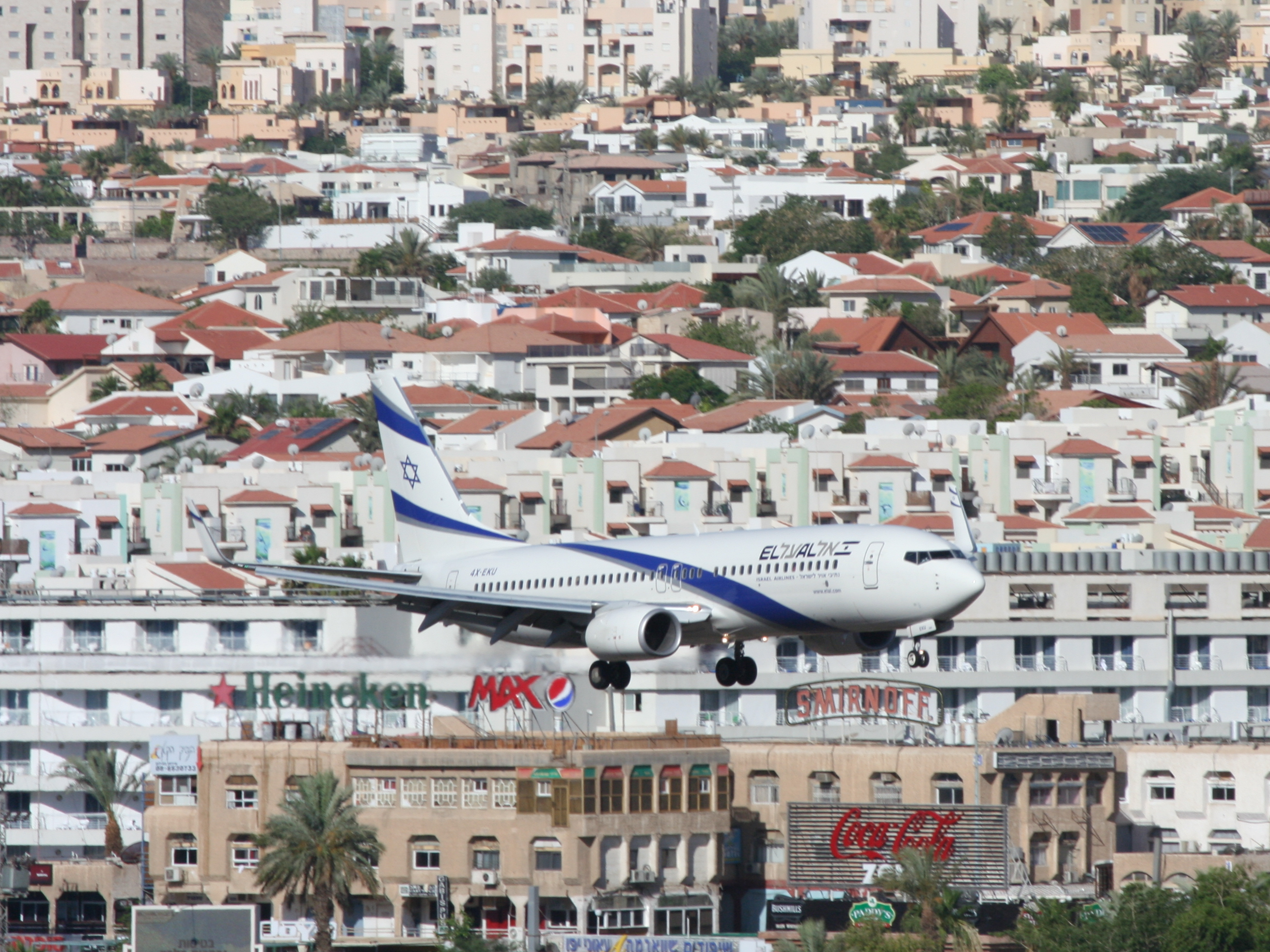
エイラート空港に着陸するエル・アル航空のボーイング737、2013年。